# Fauna de Catar

Mapa regional de Catar

La fauna de Catar corresponde a la fauna de la península y sus hábitats naturales. Incluye numerosos mamíferos nocturnos de pequeño tamaño, reptiles, principalmente lagartos, y artrópodos. Sus animales acuáticos principales son los peces, la gamba y las ostras con perla. El desierto y la costa conforman un importante lugar de descanso para una serie de especies de aves migratorias durante el otoño y la primavera. Los desarrollos urbanos y agrícolas han llevado a un aumento en las especies de aves.

## Mamíferos
Hay 21 especies de mamíferos en Catar. Mamíferos terrestres como el orix de arabia y la gacela árabe son animales protegidos y se encuentran en reservas naturales para la recuperación de la especie. La gacela árabe es una especie nativa única en Catar y es denominada rheem localmente.
El mamífero más grande de Catar es el dugong. Un gran número de estos se reúnen en el norte de las orillas de la península. Las aguas de Catar recogen una de las mayores concentraciones de dugong en el mundo. Existen dos especies de zorro en el país. Los gatos de arena también aparecen en el desierto. Los tejones de miel (también conocido como ratel) aparecen principalmente en el suroeste de la península. El canis aureus, una especie que se pensaba extinta en la década de 1950, fue redescubierto en 2008 en Ras Abrouq. Se han encontrado dos especies de murciélago en el país: el murciélago de tridente y el otonycteris hemprichii. Catar tiene la densidad más alta de camellos en el Oriente Medio.

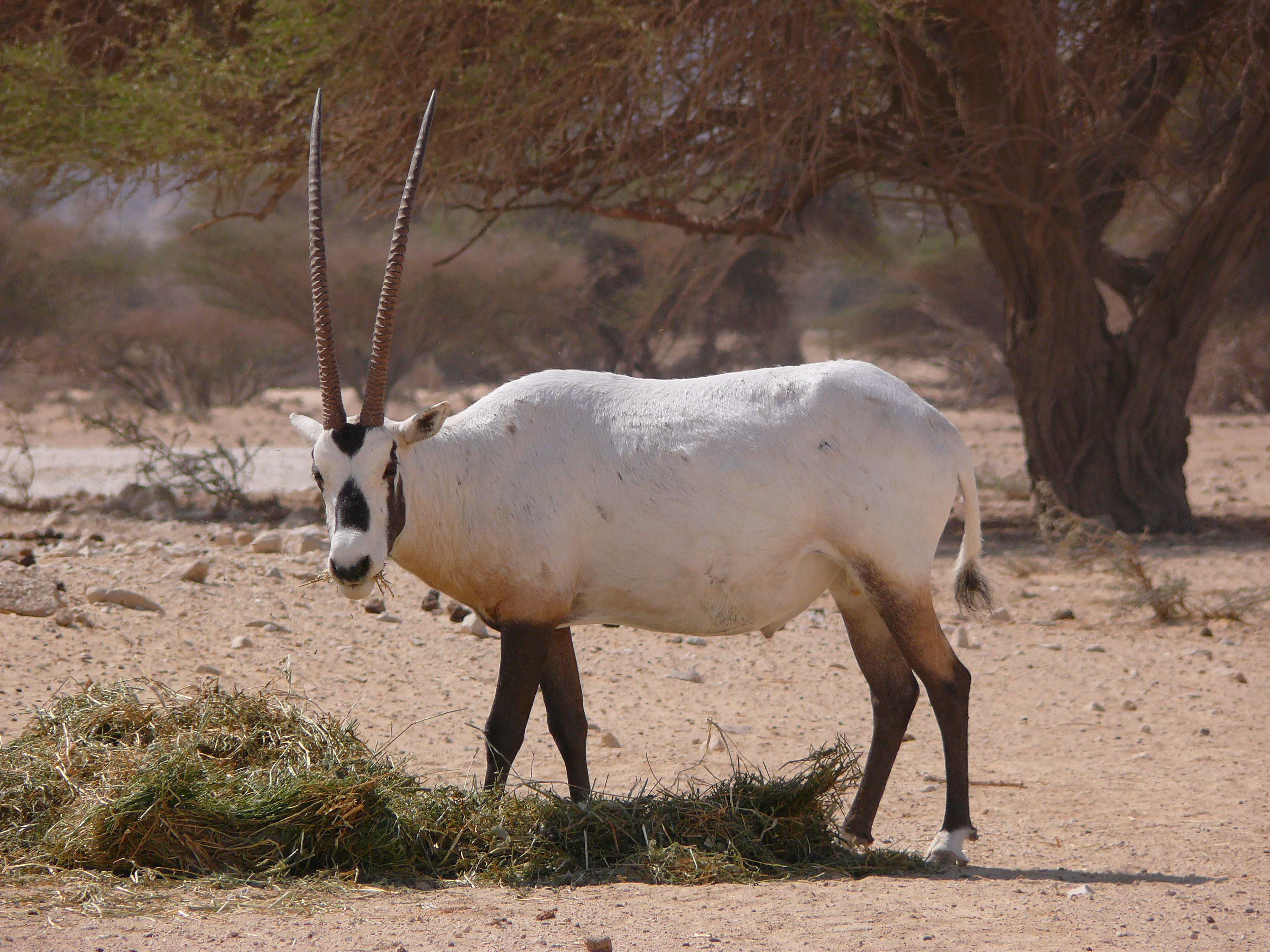
Oryx leucoryx
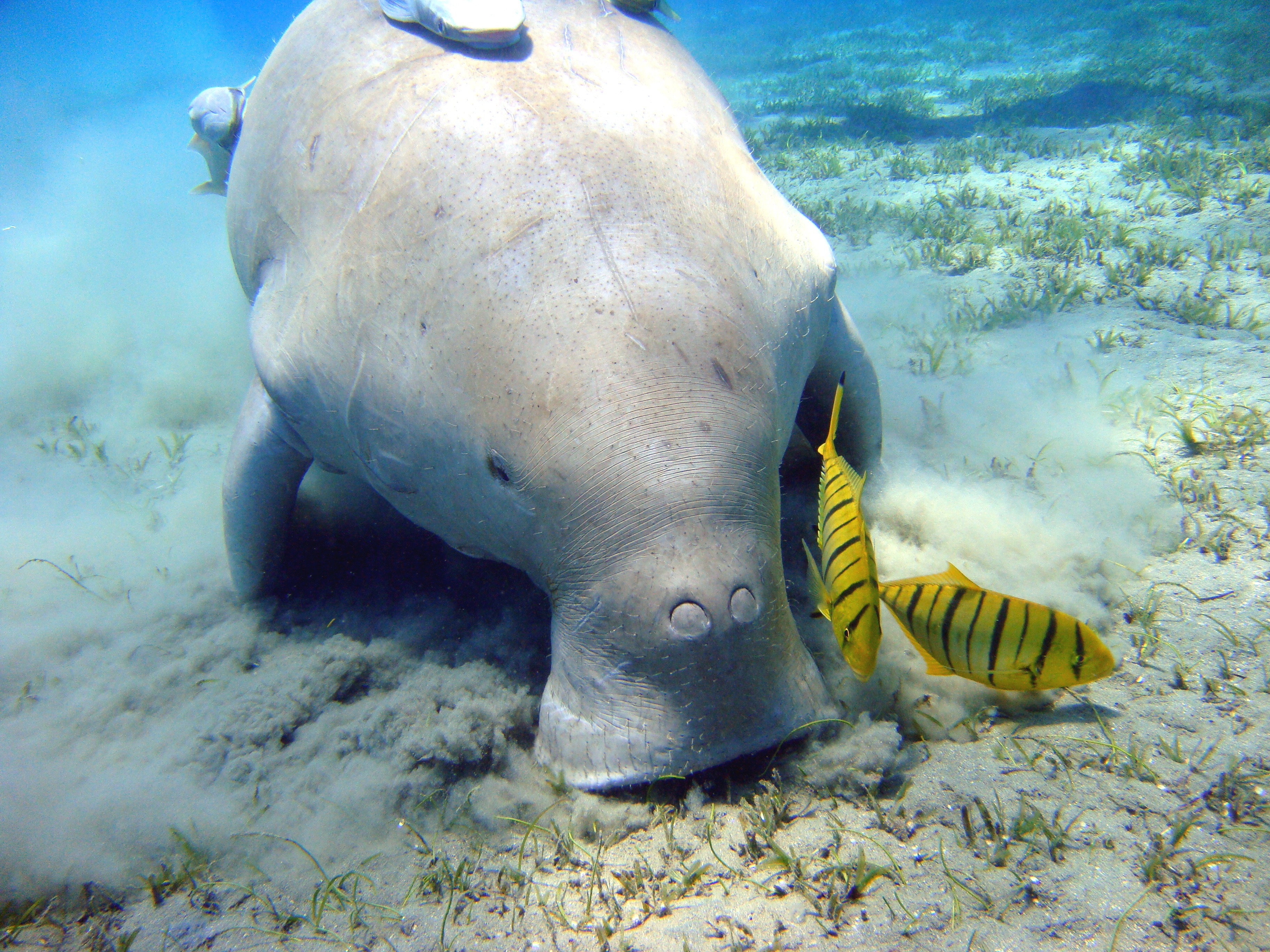
Dugong
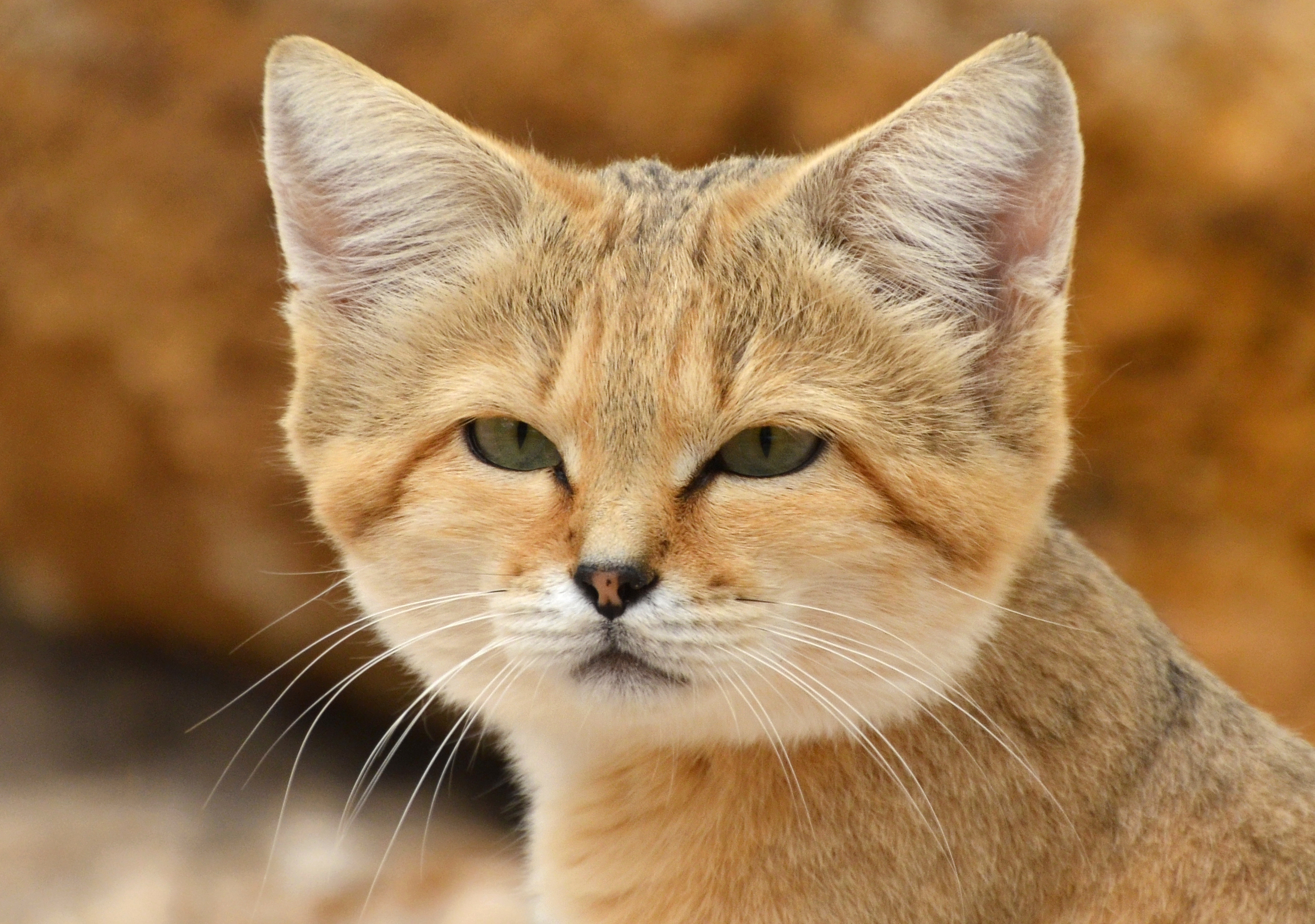
Gato de la arena
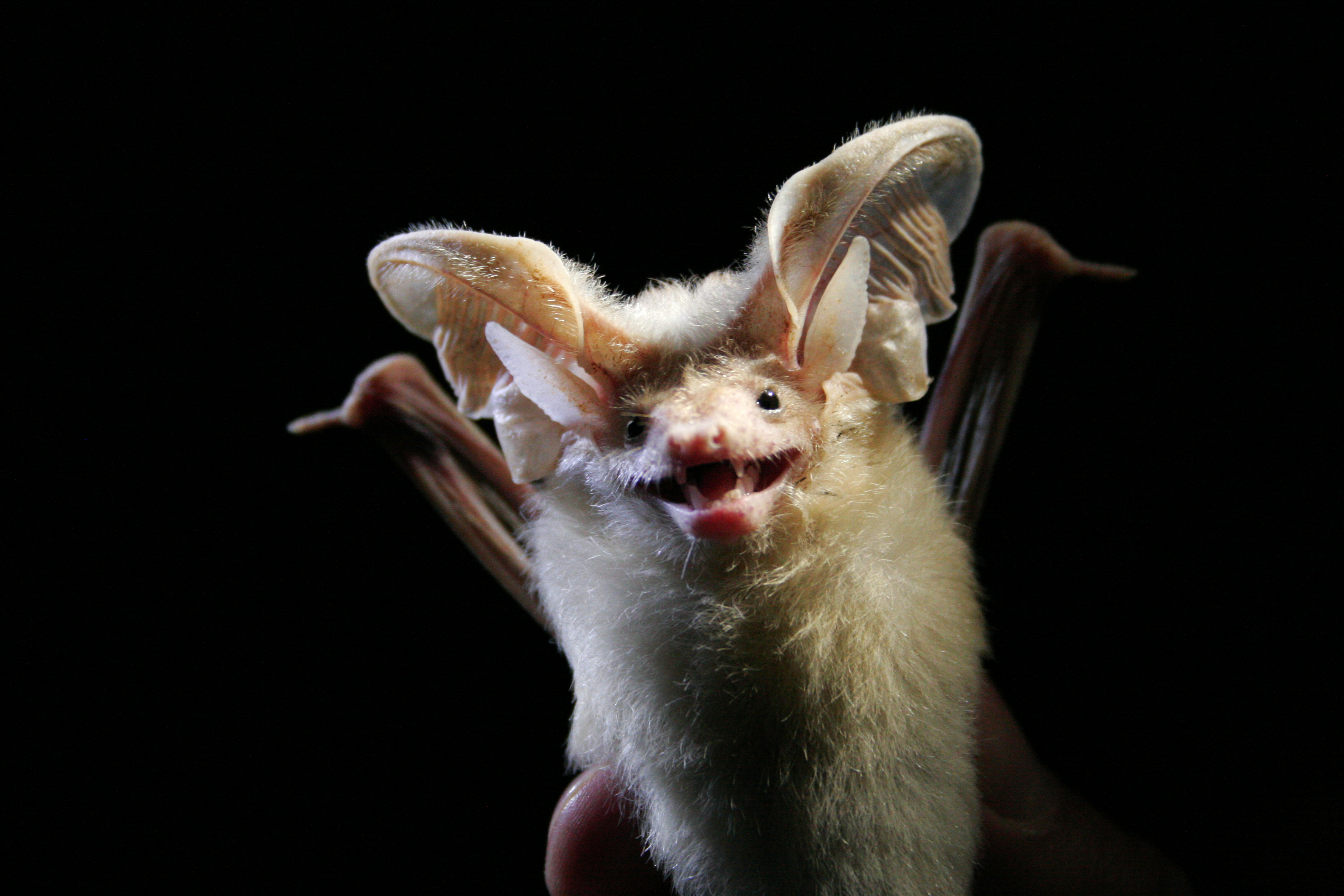
Otonycteris hemprichii

## Aves
Hay 215 especies de pájaros comunes en Catar. El desierto y la costa forman un importante lugar de descanso para una serie de especies de aves migratorias durante el otoño y la primavera. Los pájaros costeros incluyen las gaviotas, sternidae, arenaria, calidris alba, charadrius alexandrinus, ardeidae y phalacrocorax nigrogularis. Se observan con frecuencia a lo largo de todo el año. Las especies de alondra, incluyendo las upupa epops, galerida cristata y eremopterix grisea son vistas generalmente en el desierto durante el verano. Las especies más vistas durante el otoño y la primavera son los hirundinidae, apodidae, delichon, taxon concernés, phoenicurus , laniidae, oenanthe, motacilla, circus y halcones (incluyendo cernícalos). Los cuatro tipos principales de pájaros que se observan en el desierto durante el invierno y el verano son las aves limícolas, gaviotas, fulica, y tachybaptus ruficollis. Pájaros como el recurvirostra y el phaethon aethereus son especies raras que habítan en la península.
El avestruz es la especie de pájaro viviente más grande del mundo y se encuentra en Catar. Introducida en el siglo XX tardío después de que comenzáran a extinguirse en 1945. Están concentradas en Ras Abrouq.

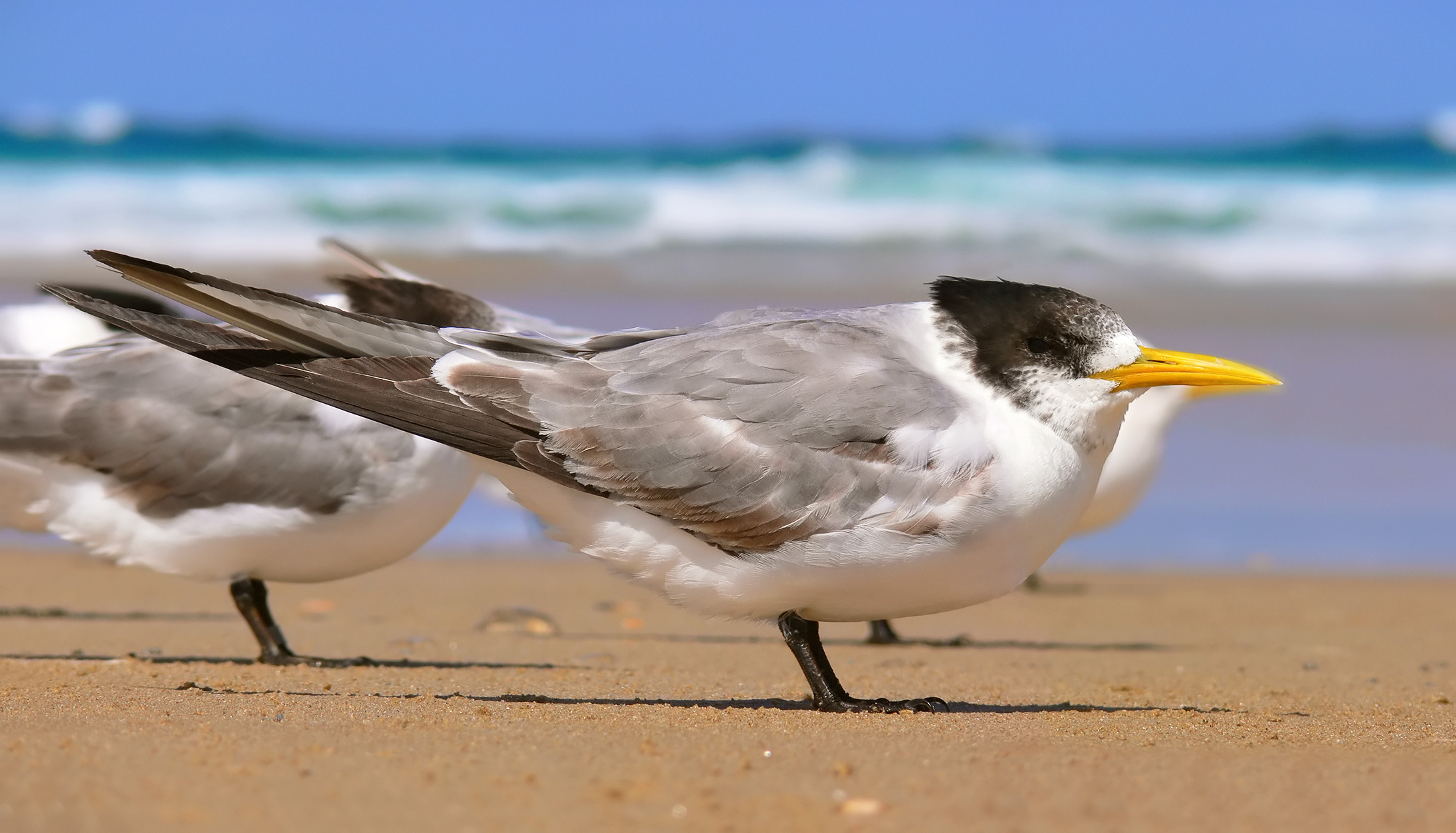
Thalasseus bergii
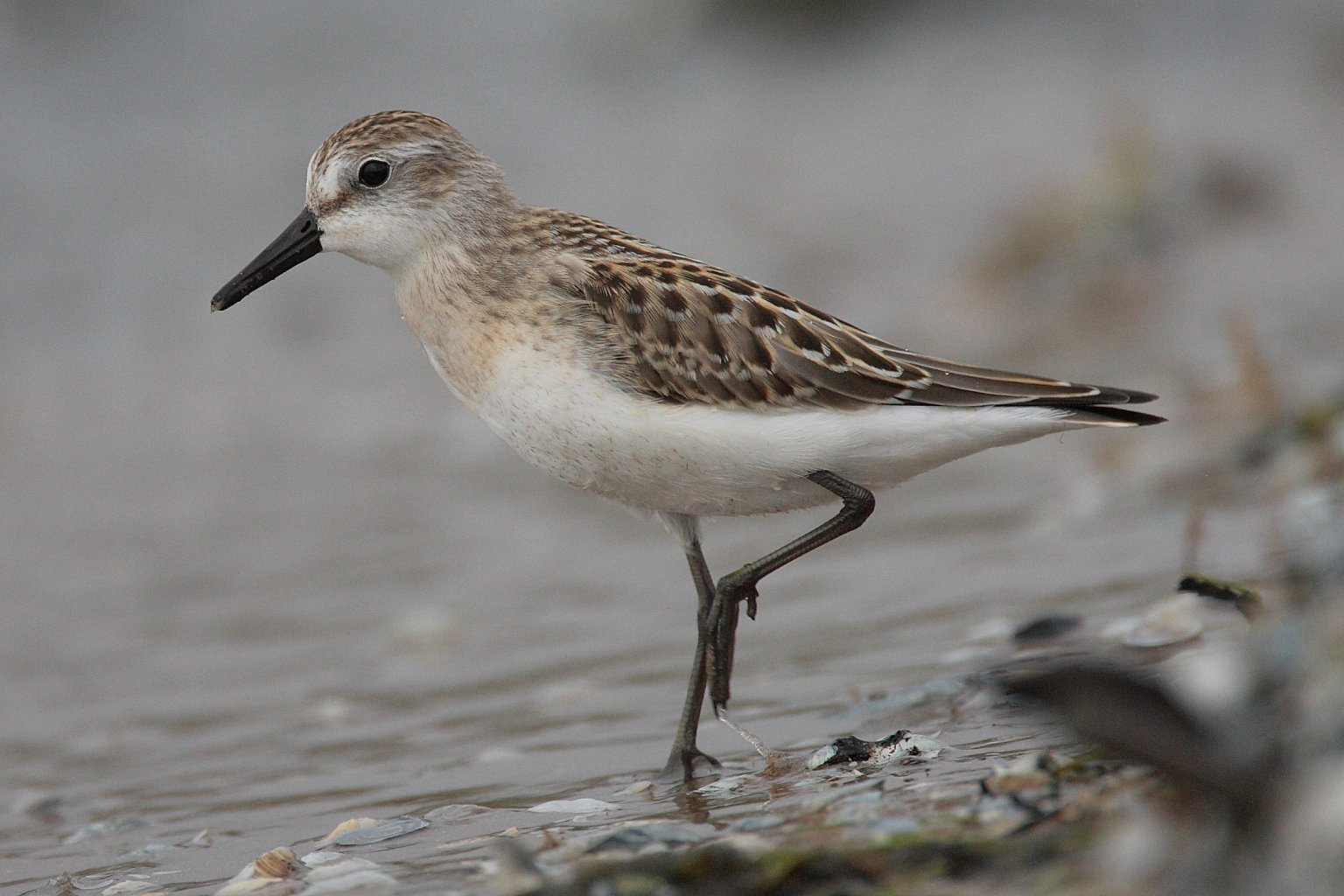
Semipalmated Sandpiper
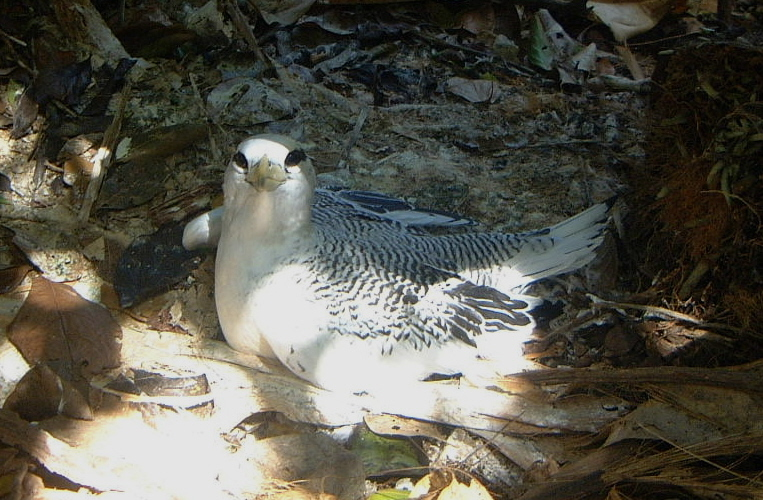
Phaethon aethereus
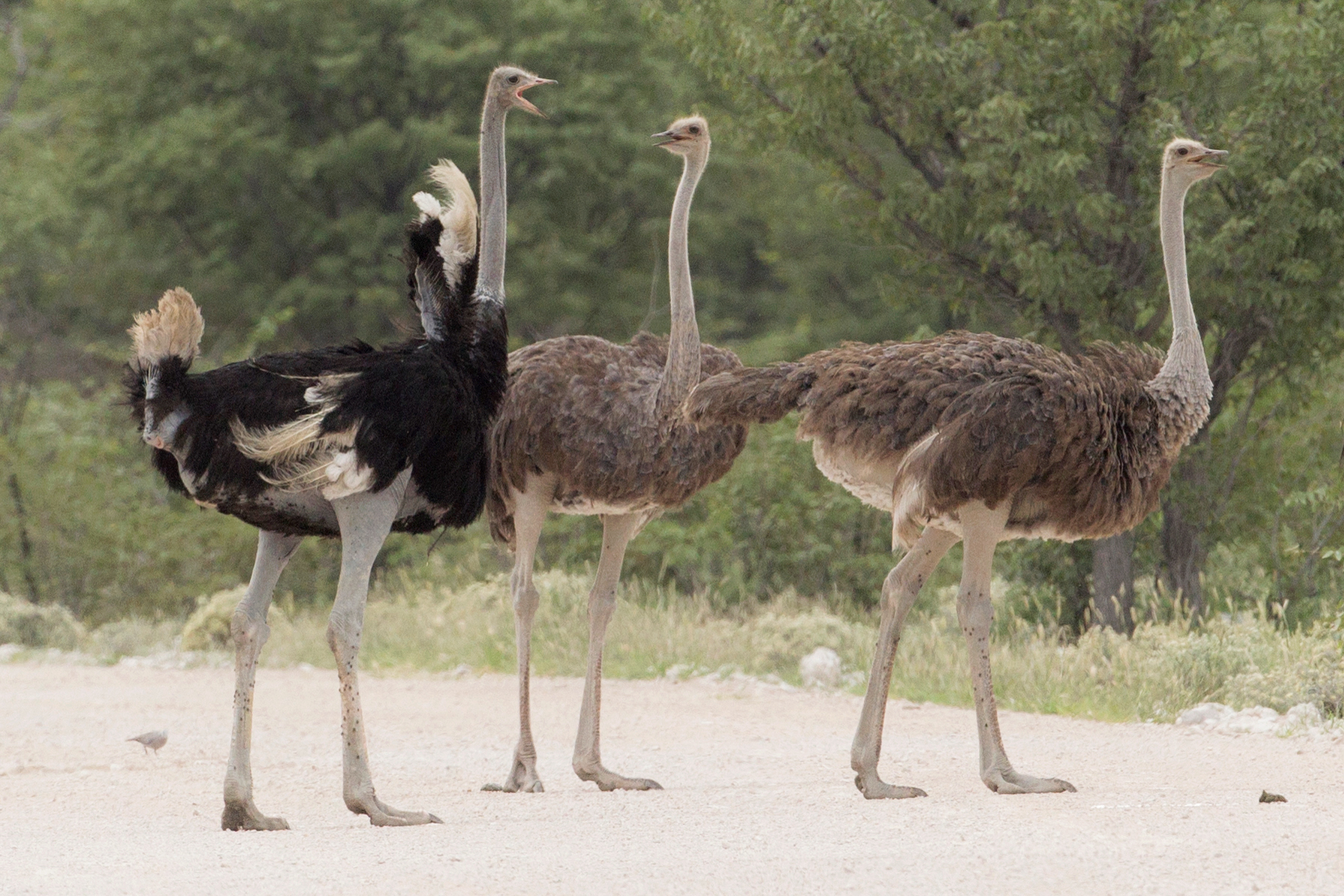
Avestruces

## Reptiles
Los lagartos son el reptil más común en Catar. Hay más de 21 especies de lagartos, siendo el más común el Gekkonidae (9 especies). Otras familias comunes incluyen Lacertidae (4 especies), Agamidae (3 especies), Scincidae (2 especies), Varanidae, Sphaerodactylidae, y Trogonophidae con una especie cada una. La víbora cornuda del desierto y la viperinae venenosa, una especie de víbora, constan en el país pero no suelen ser vistos.

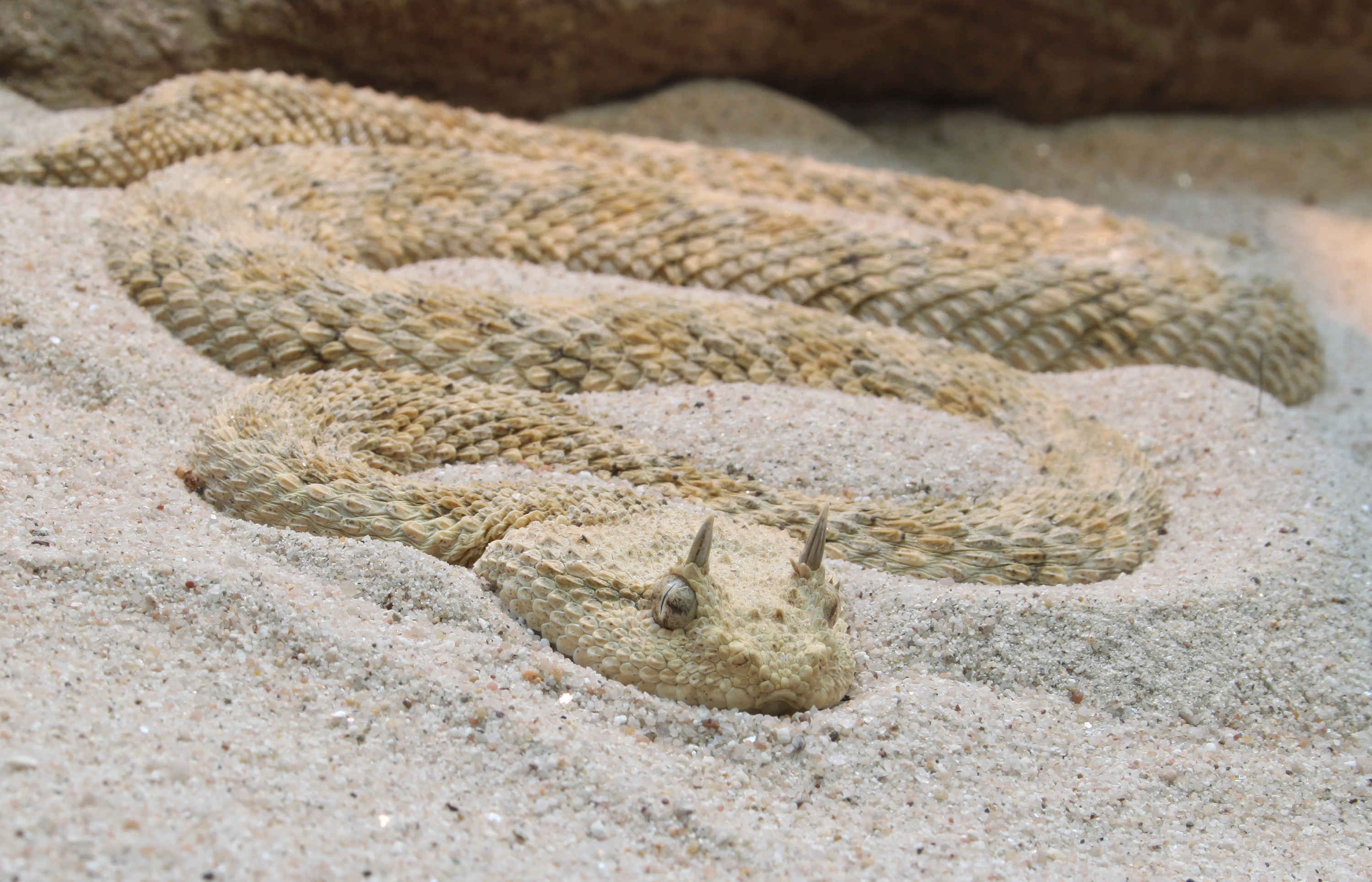
Víbora cornuda
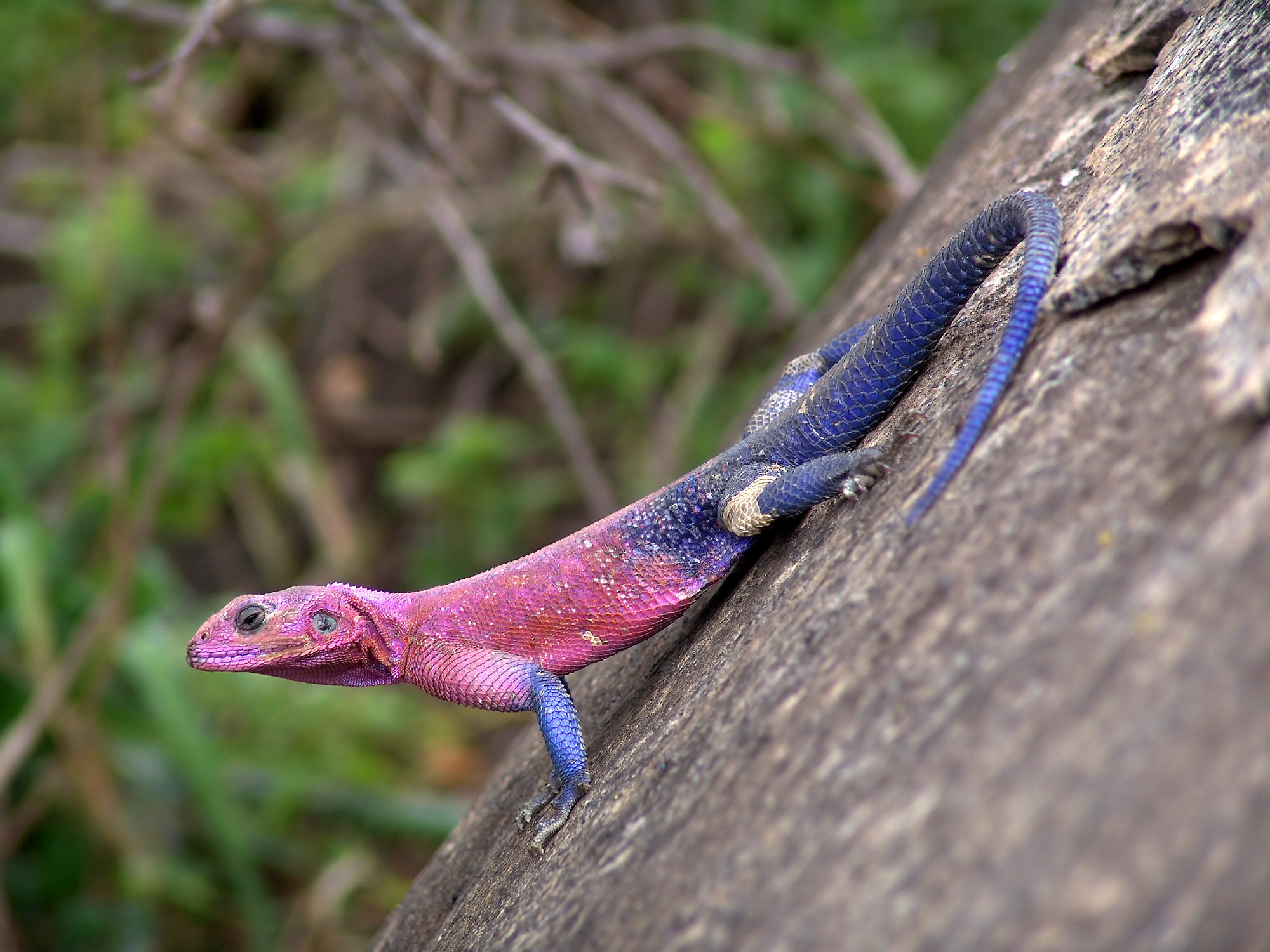
Agama mwanzae
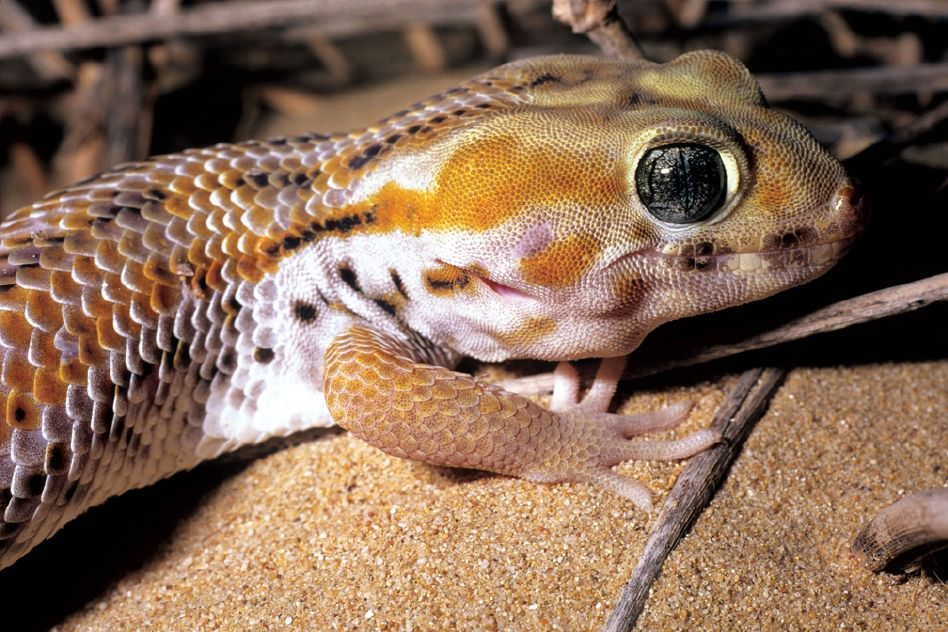
Sphaerodactylidae
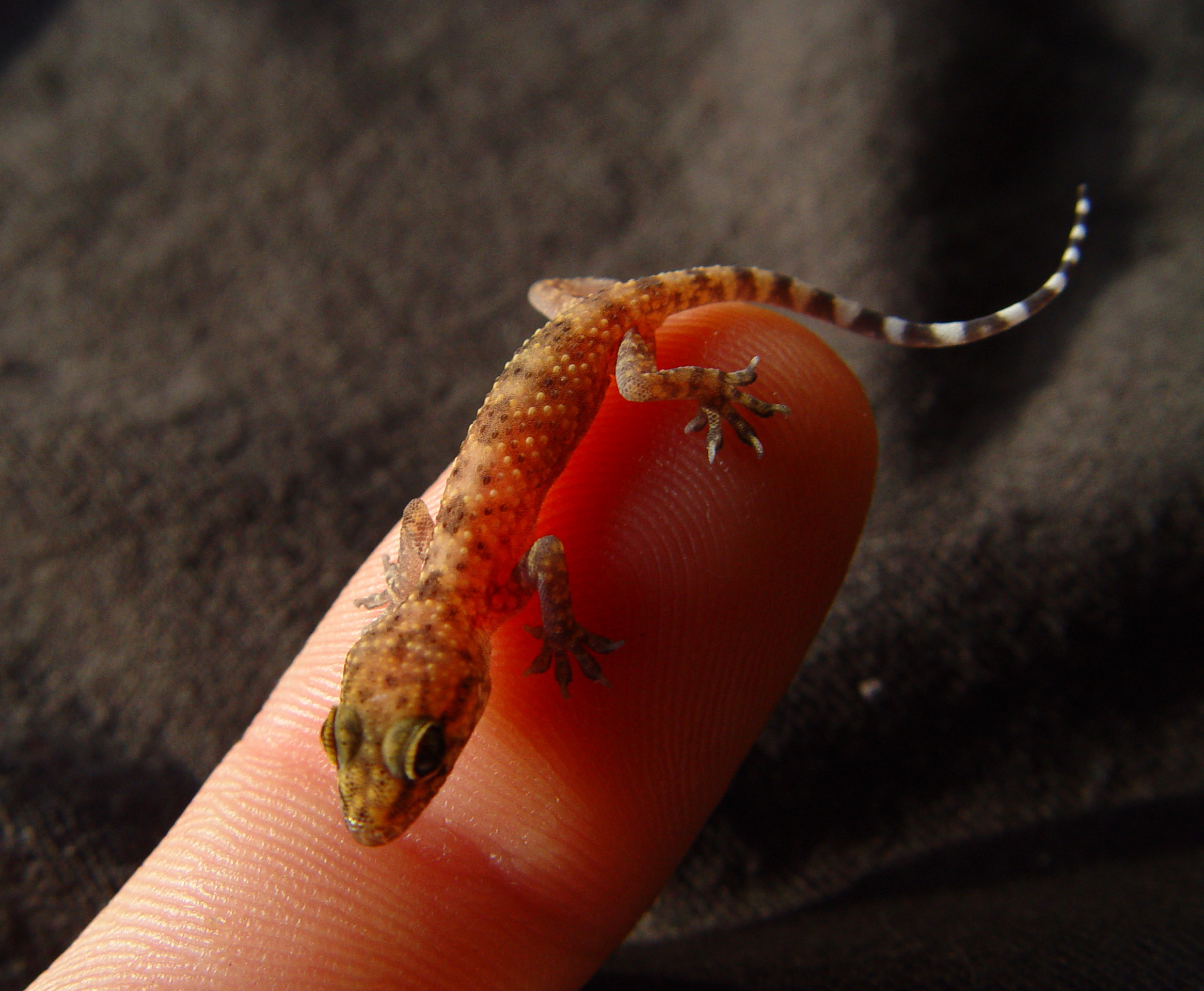
Gecko

## Peces
Hay 165 especie de peces en Catar. La costa nororiental tiene la densidad más alta de peces. El pescado capturado en la región incluye carangidae, lethrinidae y lutjanidae.
También son capturados, pero con menos frecuencia, los mulidos, tiburones, epinephelinae, baracudas, polynemidae, synodontidae y siganidae.

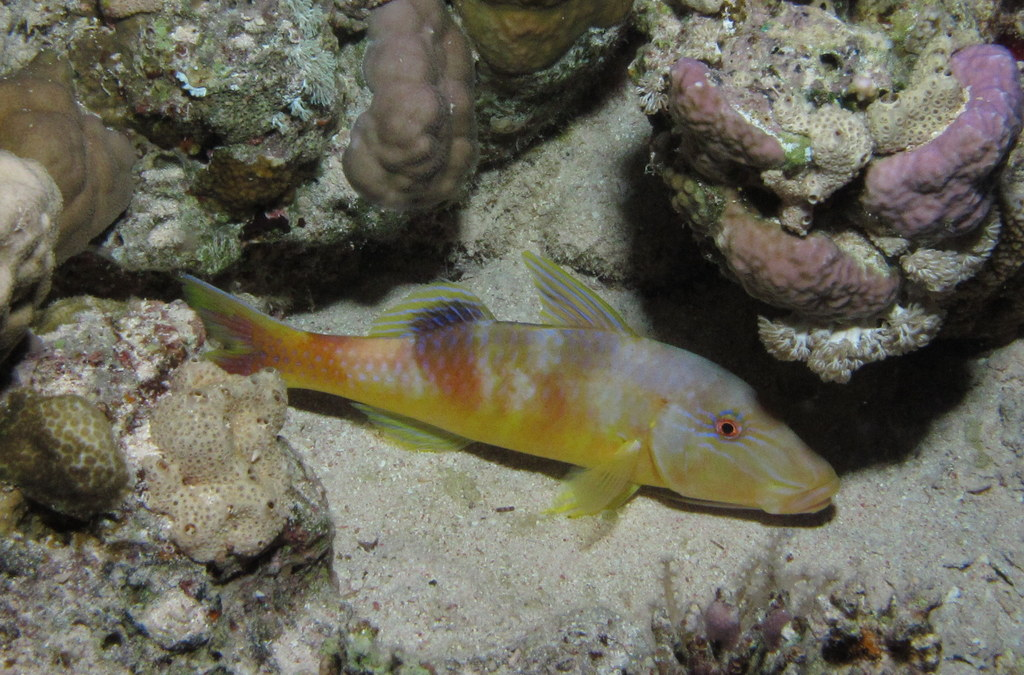
Mulido
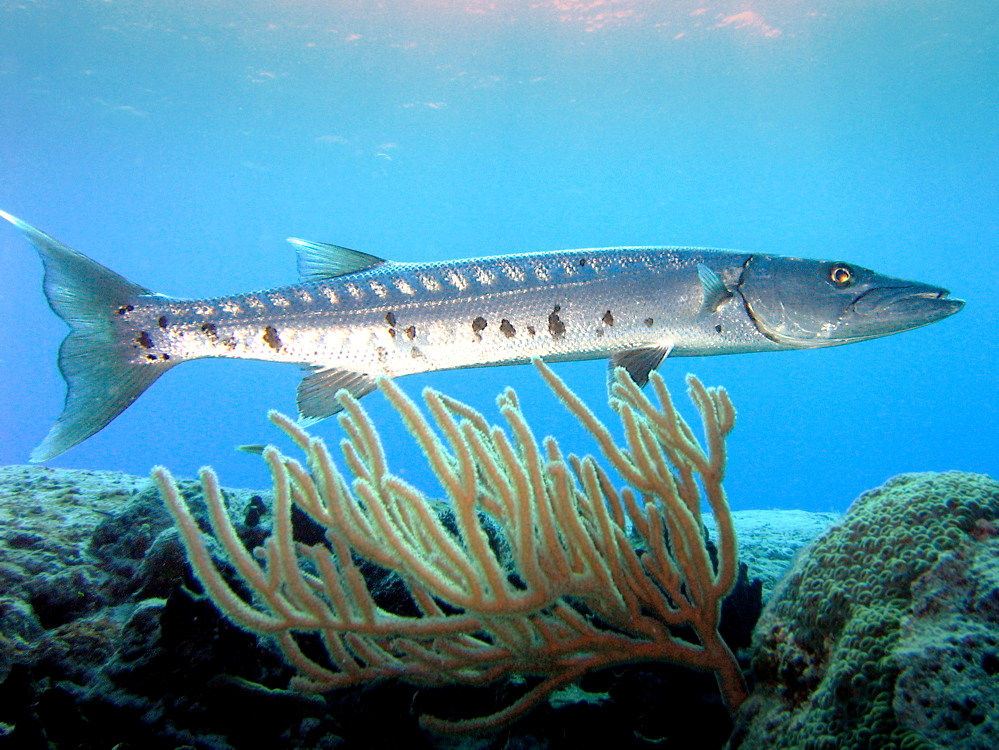
Barracuda
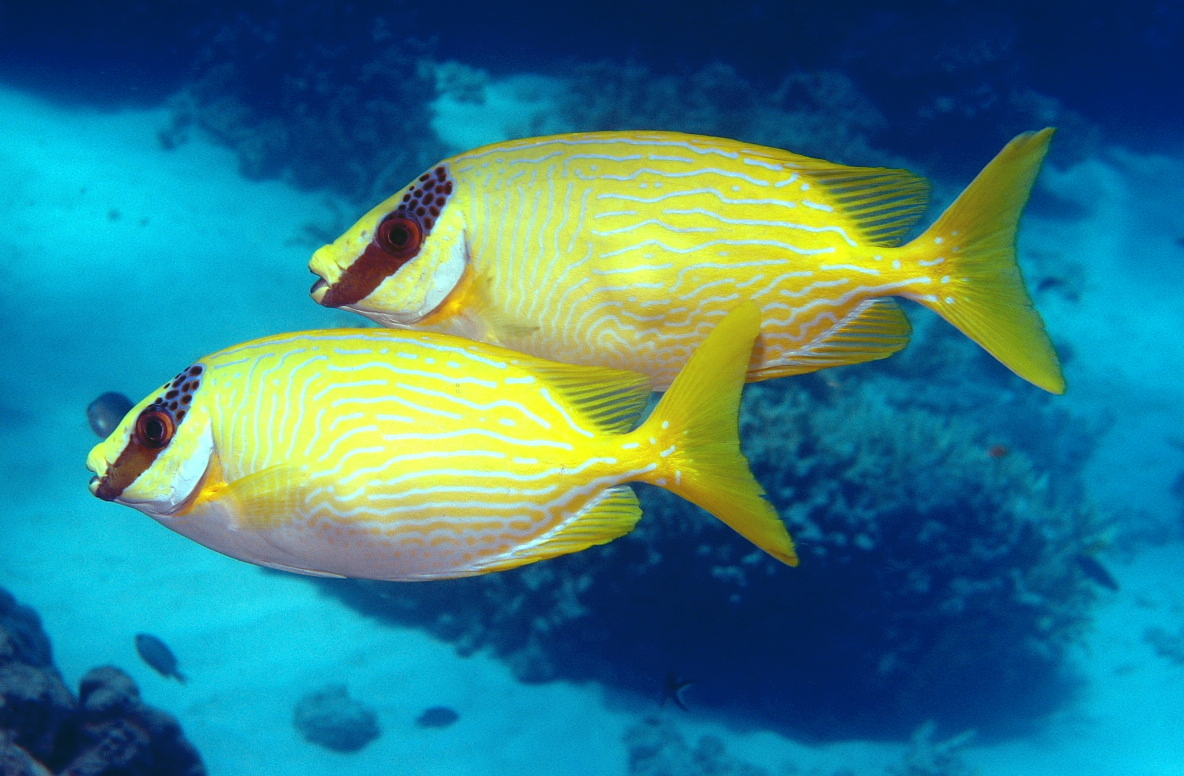
Siganus
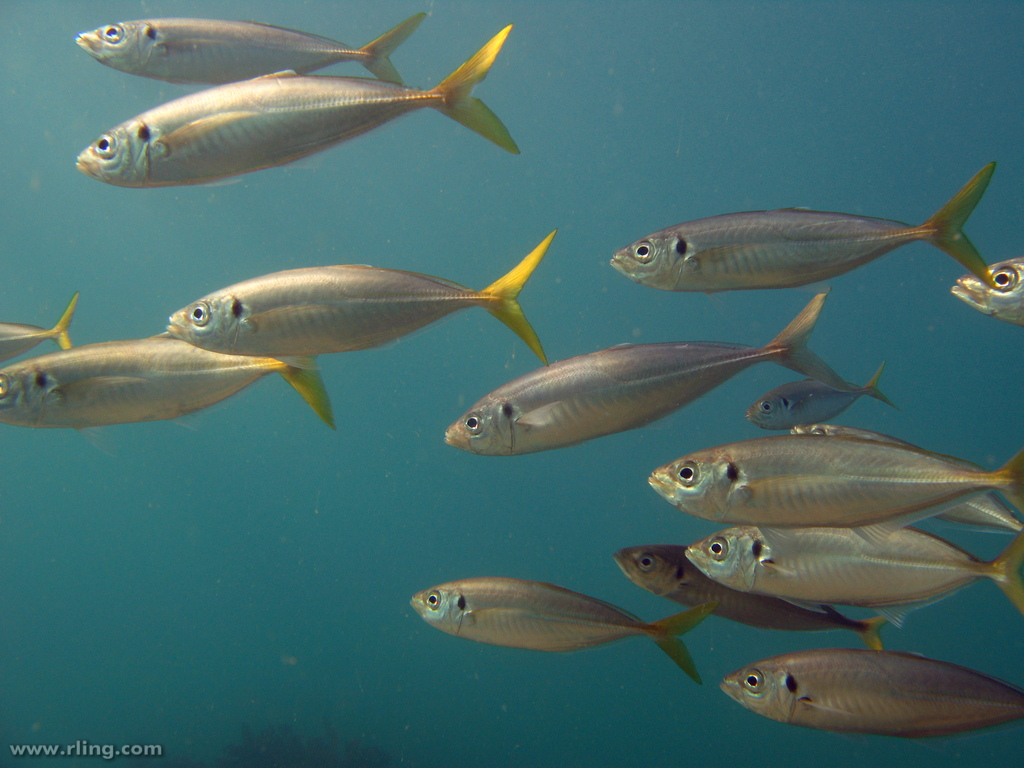
Trachurus novaezelandiae

## Invertebrados
El penaeus es de lejos la especie más abundante de langostino en toda la península. Además del penaeus han sido documentados otros crustáceos, como los metapenaeus elegans, metapenaeus stebbingi, metapenaeus stridulands, y los Scyllaridae han sido documentados.
Hay más de doscientas camas de ostras en las aguas de Catar. La especie de ostras más importante es la pinctada margaritifera. En el país constan cinco especies de caracoles terrestres, cada una perteneciente a un generación diferente. El zootecus insularis es el más extendido. Ninguno de ellos es indígena. En las llanuras de marea y otros habitas del interior tienden a contener la distribución más alta de gastropodos, polychaetes, bivalves y decápodos.
En Catar existen al menos 170 especies de insectos pertenecientes a 15 órdenes diferentes. Estos incluyen: zygentoma, ephemeroptera, odonata, orthoptera, dermaptera, embioptera, isoptera, dictyoptera, anoplura, hemiptera, neuroptera, lepidoptera, díptera, coleoptera y hymenoptera.

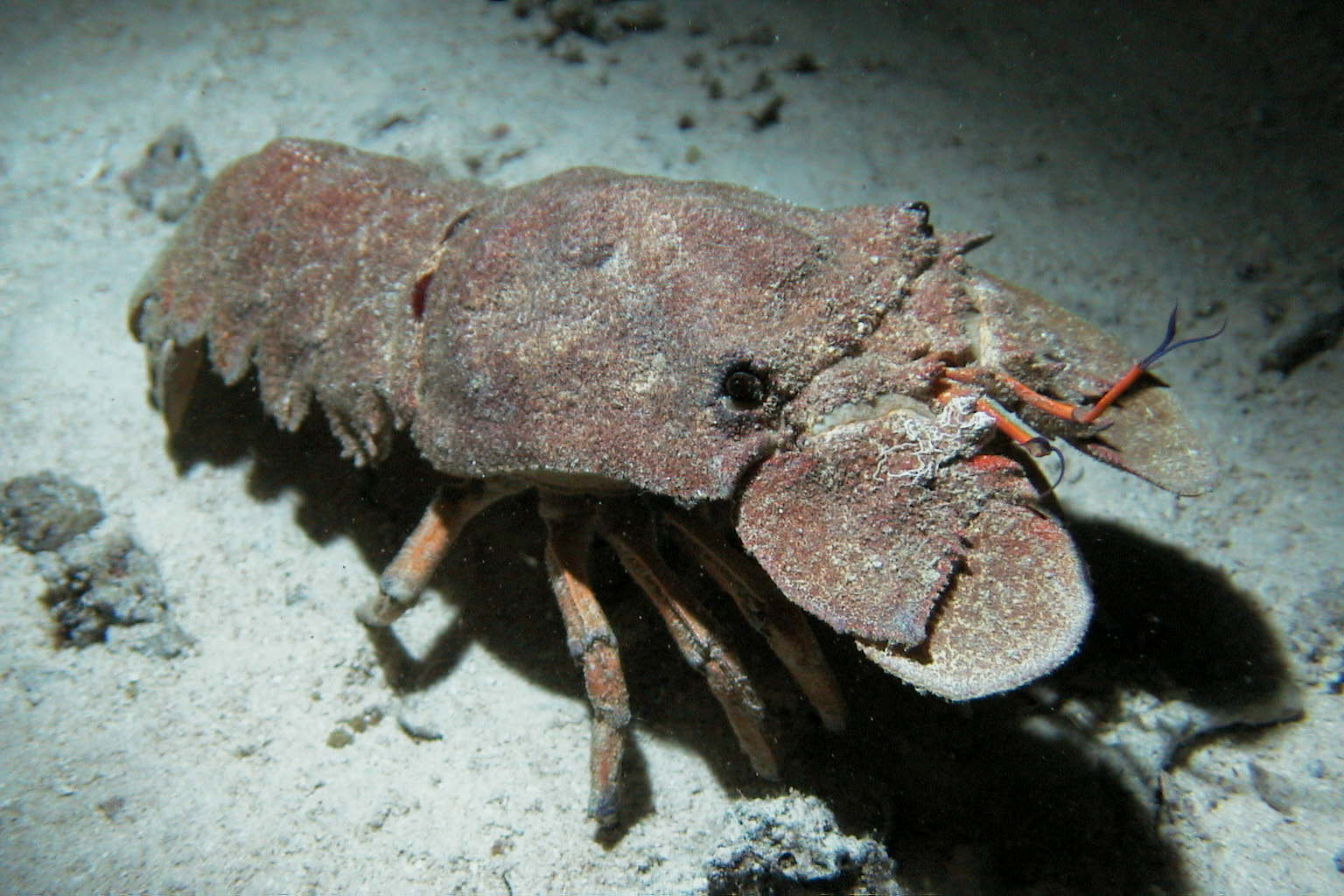
Scyllarides latus
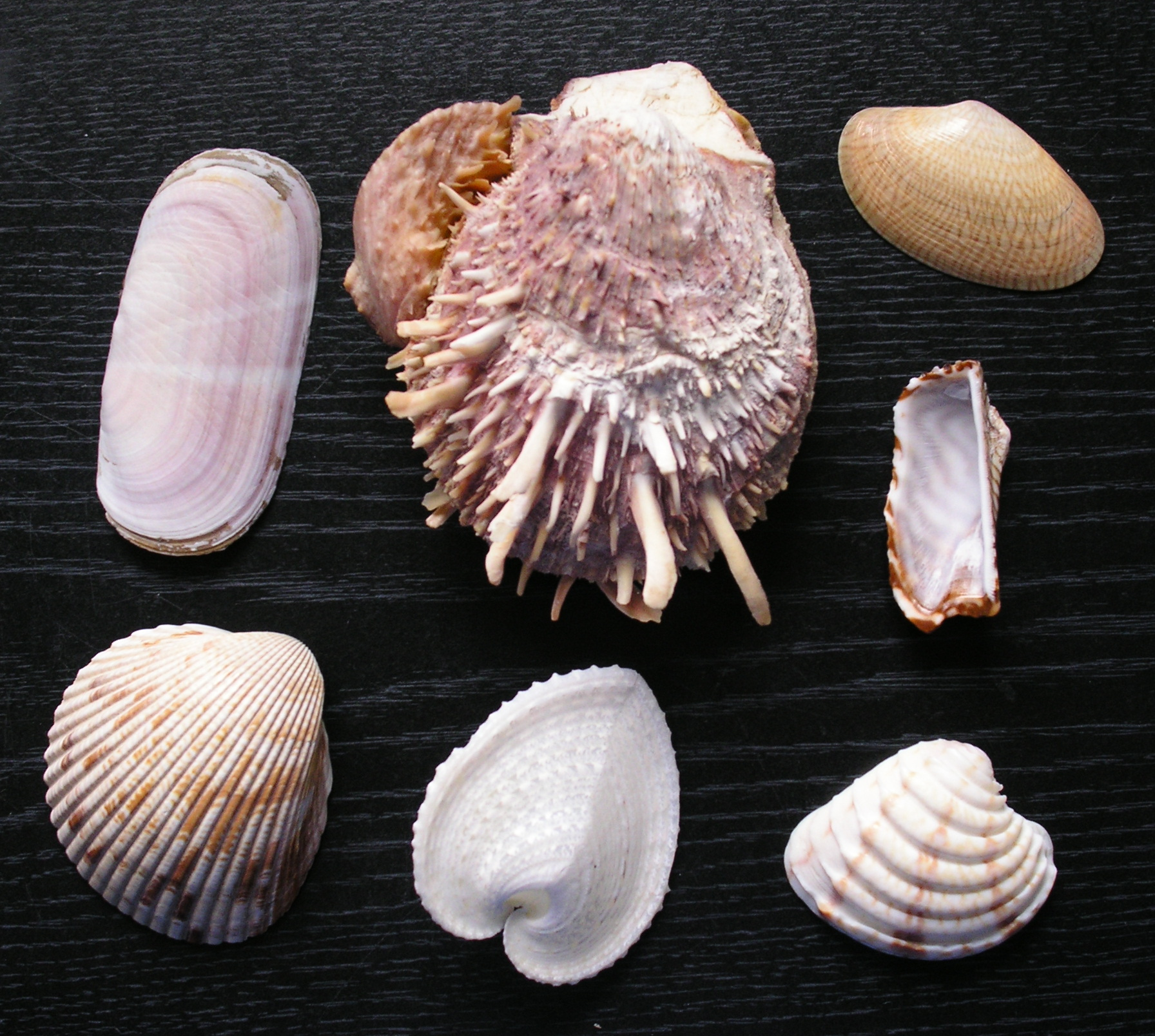
Bivalvas
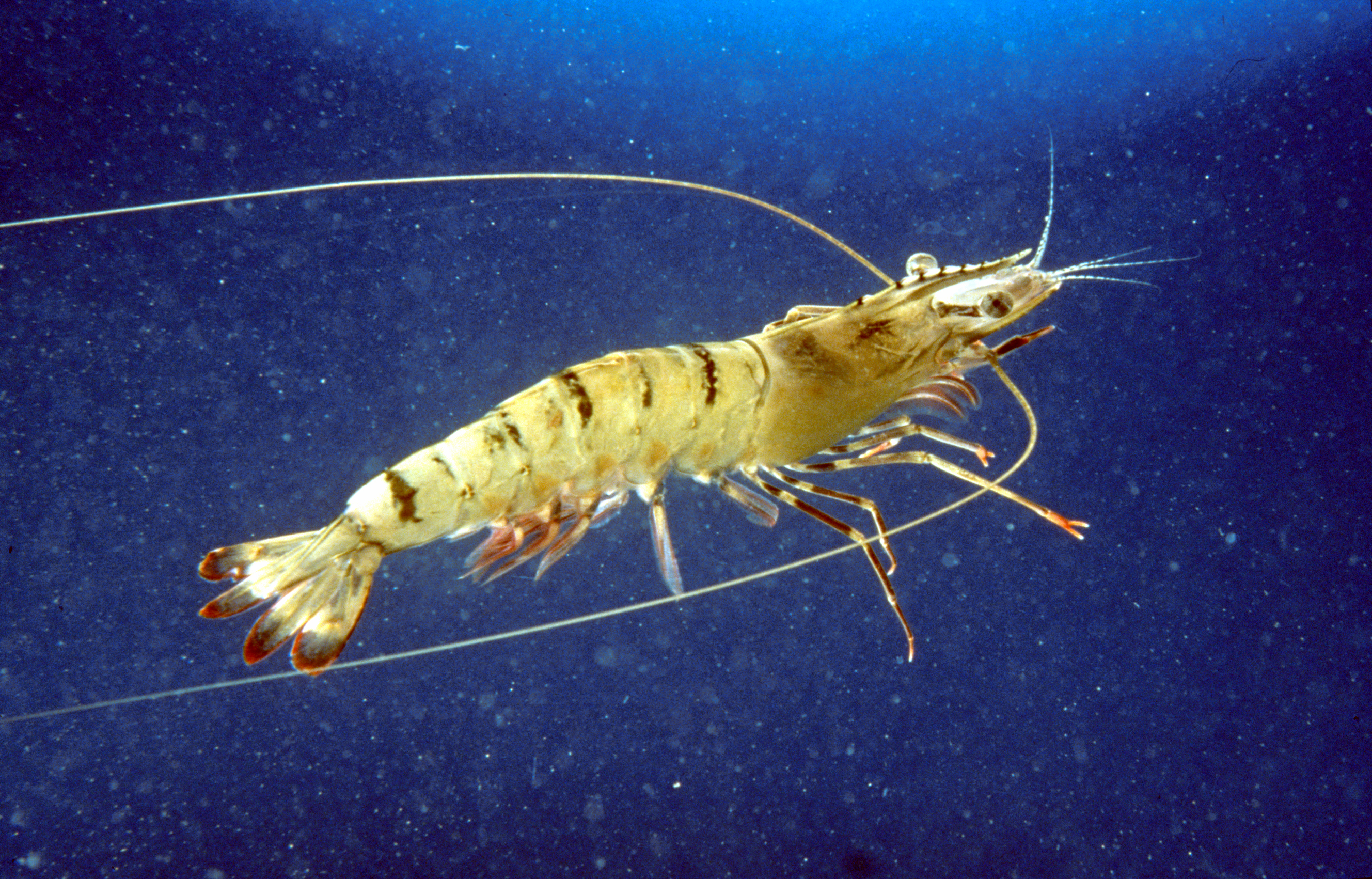
Penaeus monodon
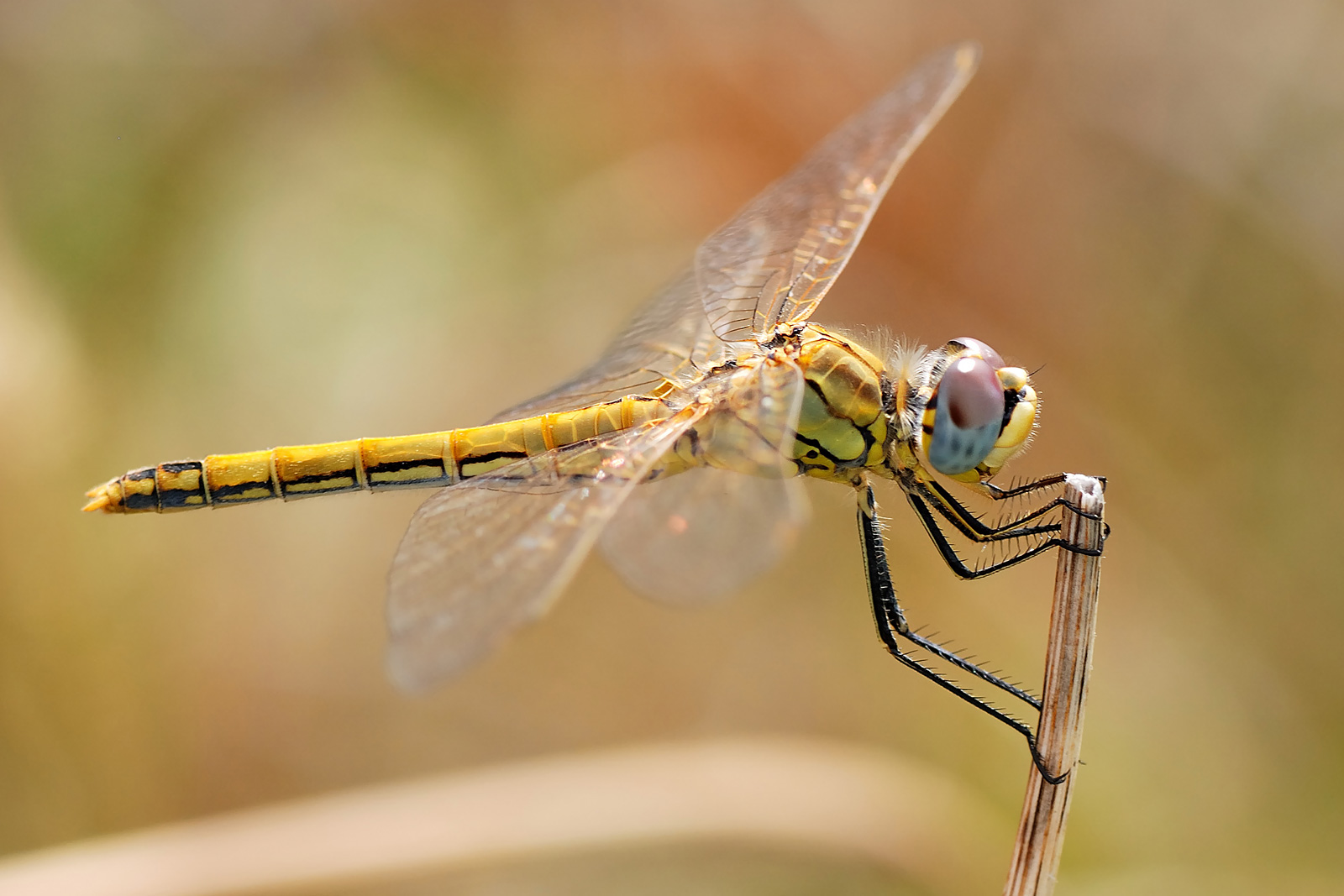
Sympetrum fonscolombii